# ناحیه فیرفیلد، شهرستان شیاواسی، میشیگان
ناحیه فیرفیلد (به انگلیسی: Fairfield Township) یک منطقهٔ مسکونی در ایالات متحده آمریکا است که در شهرستان شیاواسه، میشیگان واقع شده‌است.
 ناحیه فیرفیلد  ۷۵۵ نفر جمعیت دارد و ۲۲۷ متر بالاتر از سطح دریا واقع شده‌است.